# Saison 1970-1971 de la Juventus FC
Maillots
Chronologie
Saison précédente Saison suivante
La saison 1970-1971 de la Juventus Football Club est la soixante-huitième de l'histoire du club, créé soixante-quatorze ans plus tôt en 1897.
L'équipe turinoise prend part ici au cours de cette saison à la 69e édition du championnat d'Italie (40e de Serie A), à la 23e édition de la Coupe d'Italie (en italien Coppa Italia), ainsi qu'à la 13e édition de la Coupe des villes de foires.

## Historique
Au sortir de deux saisons très décevantes pour un club du niveau de la Juventus, le président du club Vittore Catella tente cette année d'investir intelligemment sur le marché des transferts pour enfin se réimposer dans le calcio.
Un nouvel entraîneur est tout d'abord nommé au club et l'intérimaire Ercole Rabitti est remplacé par un jeune entraîneur de 35 ans, Armando Picchi, voulu par le directeur général du club Italo Allodi.

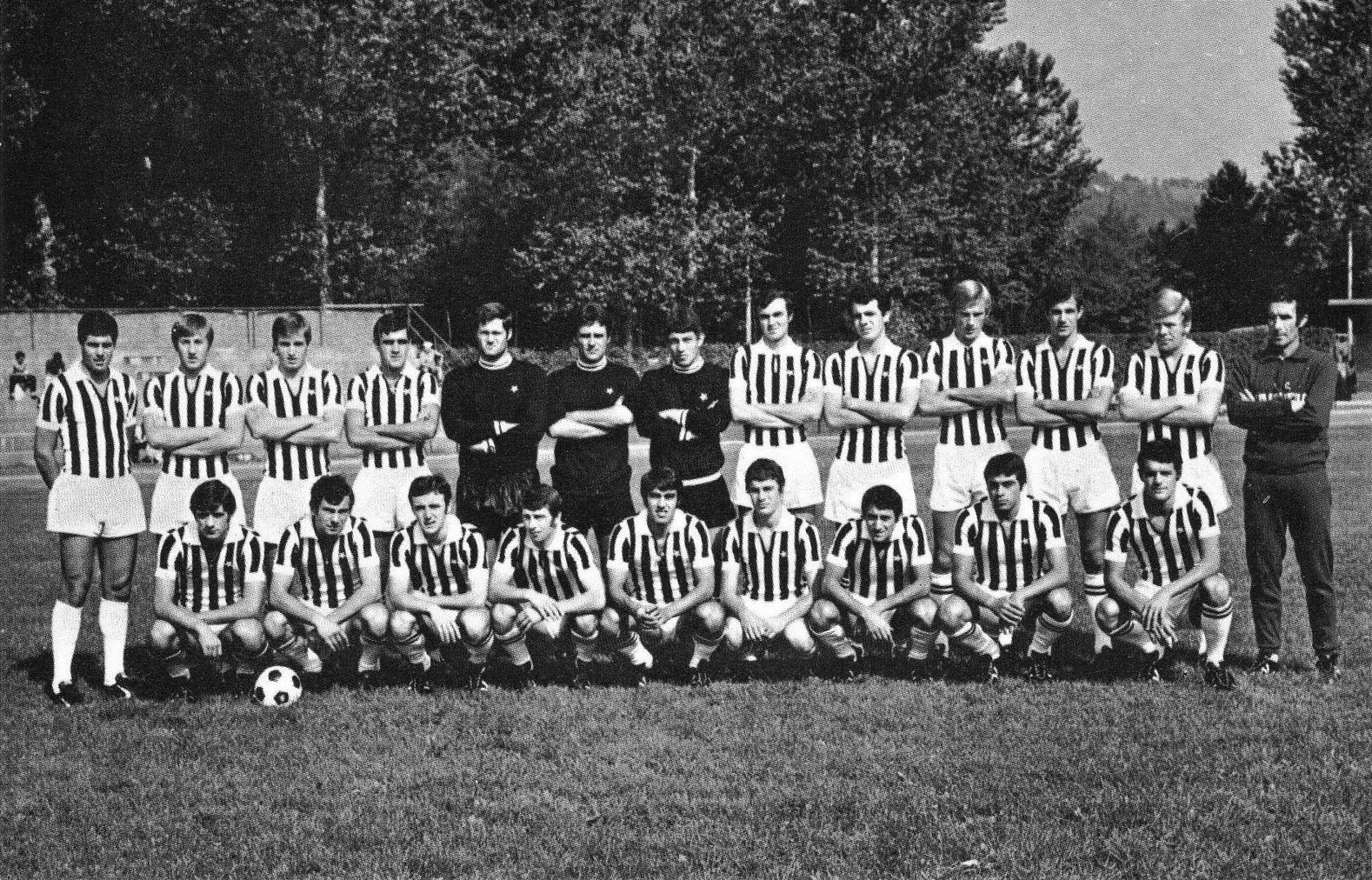
Les Turinois de le malheureux entraîneur Armando Picchi (droit), au 4e rang en Serie A, éliminé au premier tour de la Coupe d'Italie et finaliste de la Coupe des villes de foires.

Le capitaine du club depuis cinq ans, Ernesto Càstano, prend sa retraite à 31 ans et laisse son brassard au charismatique défenseur central Sandro Salvadore, au club depuis 1962.
La société tente tout d'abord un gros coup en faisant un échange risqué avec l'AS Roma. En effet, l'emblématique Espagnol du club, Luis del Sol, rejoint la capitale en l'échange de trois jeunes joueurs prometteurs, le défenseur Luciano Spinosi, le milieu Fabio Capello et l'attaquant Fausto Landini.
Un nouveau défenseur est acheté par le club en la personne de Giuseppe Zaniboni, ainsi que trois nouveaux milieux de terrain, Roberto Montorsi, Adriano Novellini, mais surtout Franco Causio, un des futurs plus grands joueurs de la Juve. Un nouvel attaquant fait également ses premiers pas dans l'équipe, l'attaquant formé au club Roberto Bettega, un des futurs plus grands buteurs de l'histoire bianconera.
La famille Agnelli parachève ainsi sa politique de recrutement débutée à partir de la fin des années 1960, à savoir de faire venir au club des grands joueurs originaires d'Italie du Sud, pour plaire aux nombreux turinois originaires du Mezzogiorno (la plupart ouvriers à la FIAT), tous tifosi de la Juve (stratégie à long terme, le club étant largement le plus supporté dans le sud du pays). Leurs souhaits furent donc réalisés avec les Siciliens Pietro Anastasi et Giuseppe Furino, l'Apulien Franco Causio ou encore le Sarde Antonello Cuccureddu.
C'est donc avec un effectif plus qu'à moitié renouvelé que la Vieille Dame commence sa nouvelle saison, disputant en premier la Coppa Italia à la fin du mois d'août, reléguée comme l'année précédente dans le groupe 5.

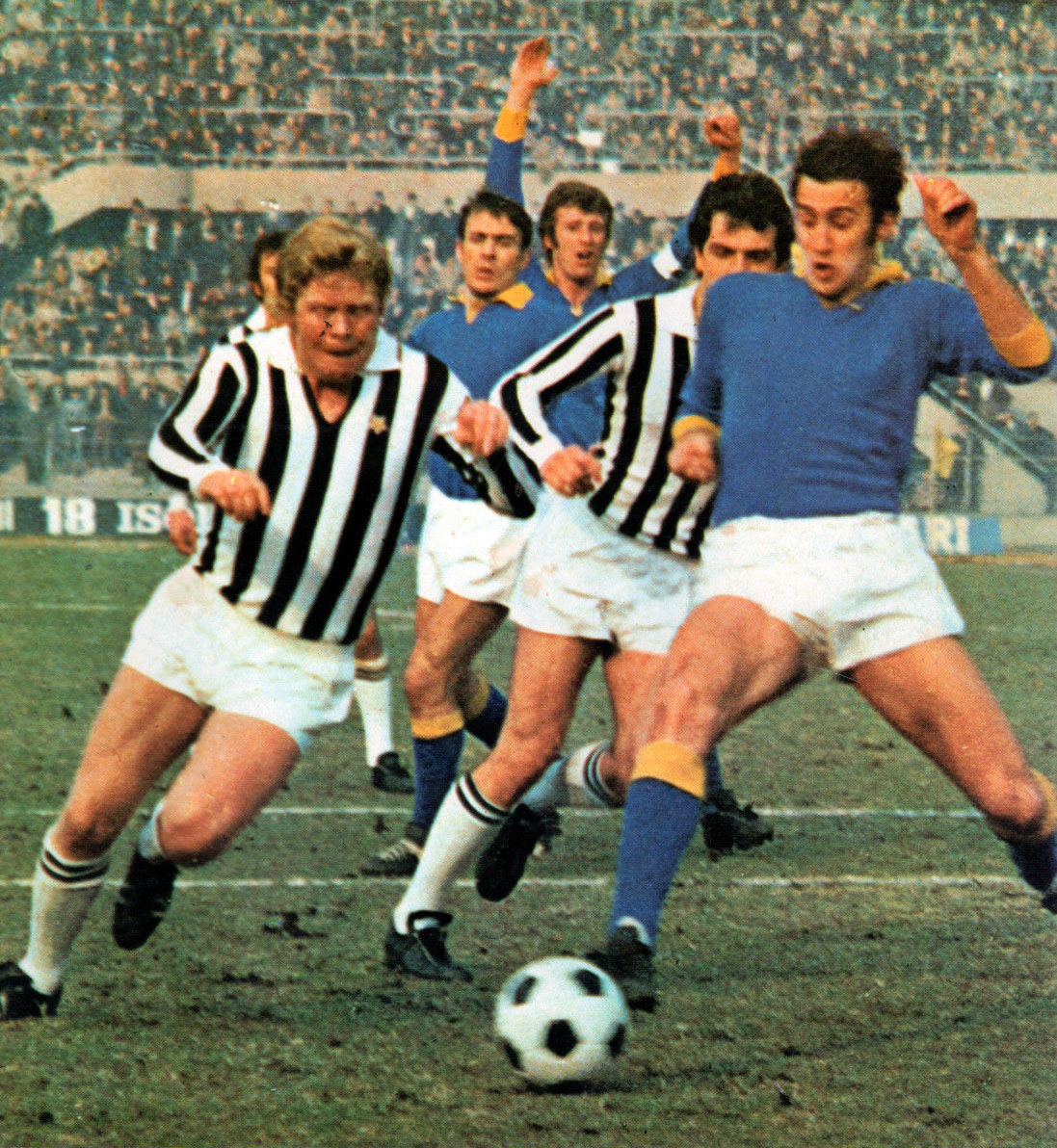
Le milieu de terrain Helmut Haller (gauche) aux prises avec un adversaire du Hellas Vérone, dans le match du 14 février 1971 au stade communal de Turin (2-1).

C'est le dimanche 30 août 1970 que la Juventus FC joue son premier match en se séparant de l'Hellas Vérone sur un score nul d'un but partout (but de Moschino contre son camp pour la Juve). Une semaine plus tard, les juventini manquent l'occasion de redresser la barre en se déplaçant à Novare, avec un score final de 2-2 (buts de Anastasi (penalty) et Bettega). N'ayant plus leur destin entre leurs mains pour espérer passer le tour suivant, ils font tout de même le nécessaire lors du troisième et dernier match en s'imposant à domicile 3 buts à 1 contre Arezzo (avec des buts de Bettega, Anastasi sur penalty et Tonani contre son camp). Avec 4 points, les turinois terminent second du groupe devant Novare et leurs 5 points, l'aventure en coupe s'arrêtant donc ici pour les zèbres.
Pour la troisième année de suite, le club du Piémont se retrouve à disputer la Coupe des villes de foires (pour sa dernière édition avant la C3). Pour cette édition de 1970-71, il se retrouve en 32e de finale contre les luxembourgeois de l'US Rumelange, ces derniers finissant écrasés par la machine italienne 7-0 (avec un but contre son camp de Pablowsky suivit d'un doublé de Bettega et d'un triplé de Anastasi). Au Luxembourg, la Juve au retour avec un 4 à 0 au retour (triplé de Novellini et but de Landini), mais se retrouve confronté à son premier gros morceau lors du tour suivant. Le 20 octobre, elle se déplace au Camp Nou pour affronter le FC Barcelone qu'elle parvient à battre chez elle 2 buts à 1 (réalisations de Haller et Bettega), avant de lui infliger le même score au retour à Turin (avec Bettega et Capello comme buteurs). Une fois le Barça sortit de sa route, les 8e-de-finale doivent se jouer contre le club hongrois du Pécsi Dózsa, qui sont à leur tour battus 1-0 à l'aller (grâce à un but de Causio) puis 2-0 au retour (à la suite d'un doublé d'Anastasi). La Vecchia Signora se retrouve ensuite opposée aux néerlandais de Twente, que Haller et Novellini parviennent à faire plier 2-0 au Stadio Comunale. Le match retour, un peu plus serré, voit finalement l'équipe de Turin passer le tour suivant à la suite d'un score final de 2 buts partout (menés 2-0, ils réussirent à renverser la tendance avec un doublé d'Anastasi durant les prolongations). Le tour suivant doit se disputer face aux allemands du FC Cologne, avec un premier match voyant les deux clubs se neutraliser 1-1 au Müngersdorfer Stadion (but juventino de Bettega). Le retour en Italie donne finalement raison à la Juve qui l'emporte 2-0 avec des buts de Capello et Anastasi, et qui pour la seconde fois de son histoire se retrouve en finale de la compétition (sur un système aller-retour). La première finale à Turin, le mercredi 26 mai, est annulée en plein match à cause du mauvais temps, avant d'être rejouée deux jours plus tard (score final 2-2 avec des buts bianconeri de Bettega et Capello). Avec deux buts inscrits chez eux, les piémontais doivent s'imposer mais laissent finalement la coupe aux Anglais à la suite d'un nouveau match nul un but partout (réalisation bianconera de Bettega), à cause des buts inscrits à l'extérieur.

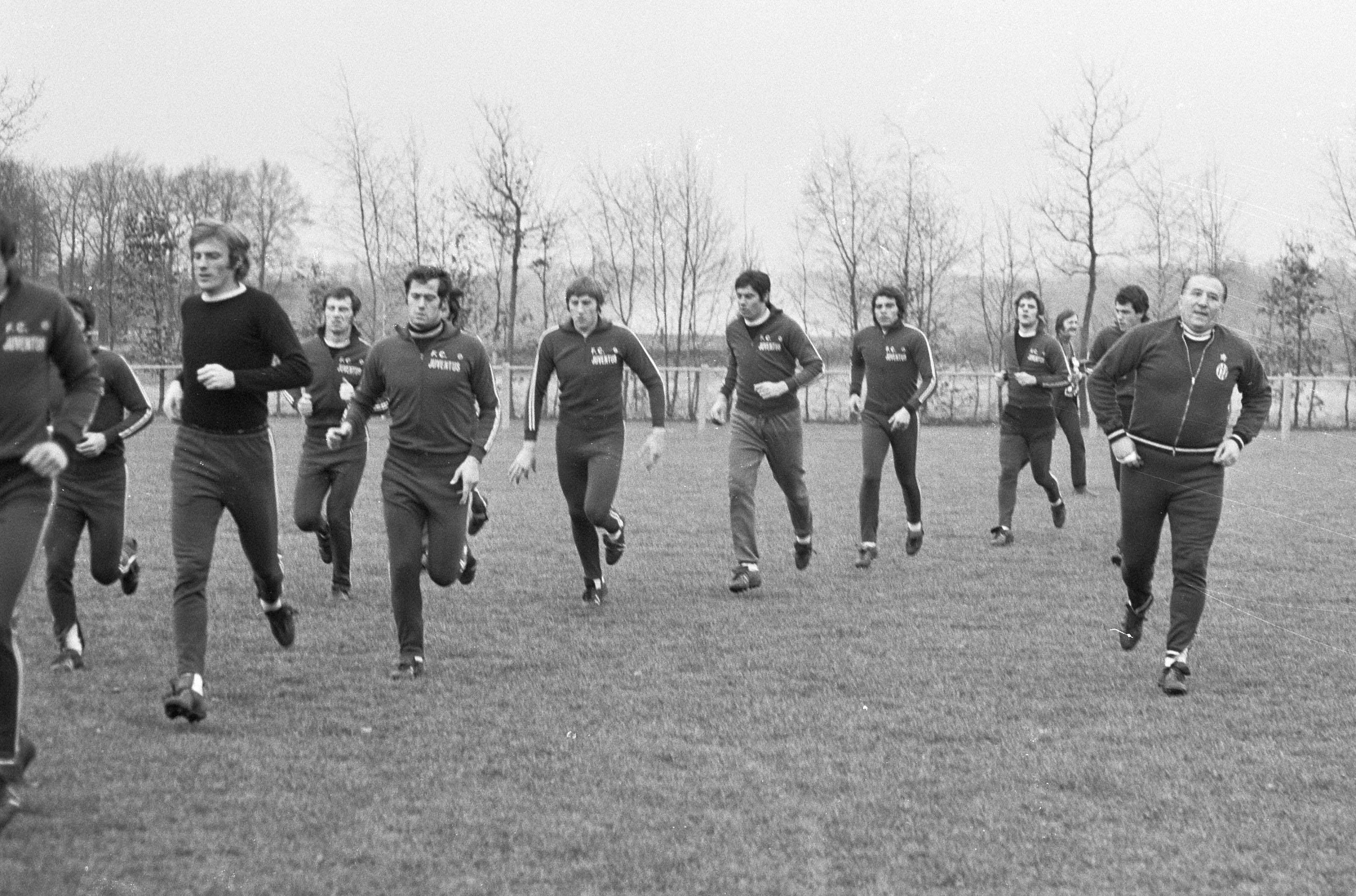
Les bianconeri du nouvel entraîneur Čestmír Vycpálek (droit) — qui remplacé Picchi maintenant malade — dans la formation à Enschede en février 1971, pour le voyage à la Coupe des villes de foires contre le FC Twente.

La Juve laisse donc passer l'occasion de remporter un second trophée européen depuis la Coupe des Alpes 1963.
La Serie A 1970-1971 a cette année lieu quant à elle à la fin du mois du mois de septembre, et reste le principal objectif de la Madama, qui ne l'a plus remportée depuis 4 ans.
Le 27 septembre 1970, le premier match juventino de la saison est une victoire sur le plus petit des scores grâce à Bettega lors d'un déplacement à Catane. Mais la suite reste plus compliquée, avec deux nuls suivis de deux défaites. C'est lors de la 6e journée que la Juve remporte une nouvelle victoire, 2 à 1 sur Cagliari (doublé d'Anastasi), mais perd son derby della Mole la semaine suivante face au Torino (2-1 avec un but de la Juve de Capello). Les bianconeri alternent ensuite entre succès, nuls et défaites, et ce jusqu'à la fin de la phase aller. Le premier match retour à Turin voit les bianconeri battre Catane sur un large score de 5 buts à zéro (avec des buts de Haller, Bettega (triplé) et Causio), mais ne parviennent toujours pas à remporter une série importante de victoires.
Le 12 février, l'entraîneur bianconero Armando Picchi ne peut plus assumer ses responsabilités, atteint d'une grave maladie incurable. Il est donc remplacé par l'entraîneur tchécoslovaque de l'équipe jeune bianconera depuis le début de la saison et également ancien joueur du club, Čestmír Vycpálek.

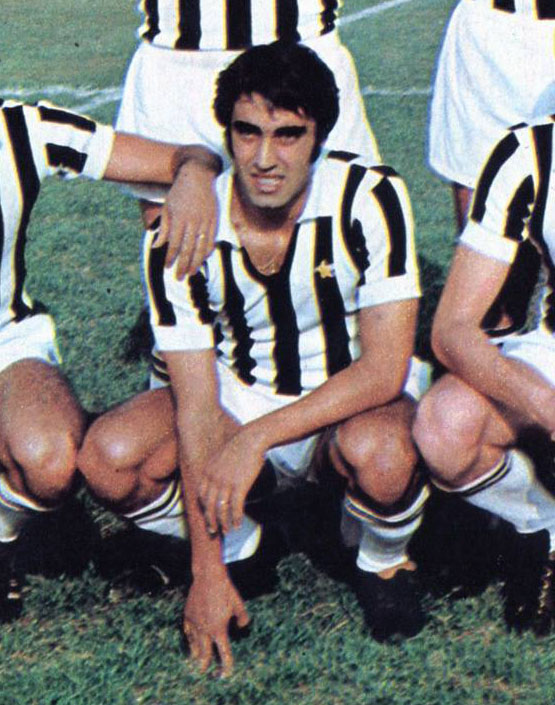
Pietro Anastasi, meilleur buteur dernière édition de la Coupe des villes de foires.

Lors de la 20e journée du 20 mars, la Vieille Dame frappe un grand coup en battant le club de Naples sur le score de 4 buts à 1 (buts de Causio, Anastasi, Bettega et de Furino), avant que s'ensuive une série de sept matchs nuls d'affilée. Lors de la 28e journée, la Juventus bat la Sampdoria (avec un doublé d'Anastasi et un but de Bettega), mais termine ensuite la saison avec deux matchs nuls.
Avec finalement onze victoires pour seulement treize nuls et six défaites, la Juventus Football Club termine à la quatrième place de la Serie A, à onze points de sa grande rivale de l'Inter.
Le 27 mai, Armando Picchi meurt à Sanremo de sa maladie (un tournoi fut au mois de juin disputé en son honneur, le Trofeo Nazionale di Lega Armando Picchi, auquel prit part la Juventus).
Le jeune buteur formé au club et turinois pure souche Roberto Bettega termine sa saison en grande pompe en finissant capocannoniere du club toutes compétitions confondues avec ses 21 buts inscrits.
Stagnant en Serie A, la Juventus FC élève son niveau en Europe, lançant ainsi son processus de reconquête du football italien.

## Déroulement de la saison

### Résultats en championnat
- Phase aller

| dimanche 27 septembre 1970 1re journée | Catane | 0 - 1       | Juventus | Stadio Cibali, Catane 15h00 Arbitre : Carminati |
| dimanche 27 septembre 1970 1re journée |        | 73e Bettega |          | Stadio Cibali, Catane 15h00 Arbitre : Carminati |

| dimanche 4 octobre 1970 2e journée | Juventus | 0 - 0 | Bologne | Stadio Comunale, Turin 15h00 Arbitre : Sbardella |
| dimanche 4 octobre 1970 2e journée |          |       |         | Stadio Comunale, Turin 15h00 Arbitre : Sbardella |

| dimanche 11 octobre 1970 3e journée | Hellas Vérone | 0 - 0 | Juventus | Stadio Marcantonio Bentegodi, Vérone 15h00 Arbitre : Bernardis |
| dimanche 11 octobre 1970 3e journée |               |       |          | Stadio Marcantonio Bentegodi, Vérone 15h00 Arbitre : Bernardis |

| dimanche 25 octobre 1970 4e journée | Juventus | 0 - 2                 | Milan | Stadio Comunale, Turin 14h30 Arbitre : Angonese |
| dimanche 25 octobre 1970 4e journée |          | 40e Villa · 77e Prati |       | Stadio Comunale, Turin 14h30 Arbitre : Angonese |

| dimanche 8 novembre 1970 5e journée | Naples       | 1 - 0 | Juventus | Stadio San Paolo, Naples 14h30 Arbitre : Lo Bello |
| dimanche 8 novembre 1970 5e journée | Pogliana 45e |       |          | Stadio San Paolo, Naples 14h30 Arbitre : Lo Bello |

| dimanche 15 novembre 1970 6e journée | Juventus         | 2 - 1 | Cagliari | Stadio Comunale, Turin 14h30 Arbitre : Sbardella |
| dimanche 15 novembre 1970 6e journée | Anastasi 24e 90e |       | 47e Gori | Stadio Comunale, Turin 14h30 Arbitre : Sbardella |

| dimanche 22 novembre 1970 7e journée | Torino                        | 2 - 1 | Juventus    | Stadio Comunale, Turin 14h30 44 491 spectateurs Arbitre : Campanati |
| dimanche 22 novembre 1970 7e journée | Pulici 76e · Morini 81e (csc) |       | 83e Capello | Stadio Comunale, Turin 14h30 44 491 spectateurs Arbitre : Campanati |

| dimanche 29 novembre 1970 8e journée | Juventus       | 2 - 0 | Roma | Stadio Comunale, Turin 14h30 Arbitre : Francescon |
| dimanche 29 novembre 1970 8e journée | Haller 69e 89e |       |      | Stadio Comunale, Turin 14h30 Arbitre : Francescon |

| dimanche 13 décembre 1970 9e journée | Varese | 0 - 0 | Juventus | Stadio Franco Ossola, Varèse 14h30 Arbitre : Bernardis |
| dimanche 13 décembre 1970 9e journée |        |       |          | Stadio Franco Ossola, Varèse 14h30 Arbitre : Bernardis |

| dimanche 20 décembre 1970 10e journée | Juventus                        | 2 - 1 | Lanerossi Vicence   | Stadio Comunale, Turin 14h30 Arbitre : Porcelli |
| dimanche 20 décembre 1970 10e journée | Causio 8e (pen.) · Anastasi 66e |       | 18e (pen.) Maraschi | Stadio Comunale, Turin 14h30 Arbitre : Porcelli |

| dimanche 27 décembre 1970 11e journée | Inter                      | 2 - 0 | Juventus | Stadio San Siro, Milan 14h30 Arbitre : Toselli |
| dimanche 27 décembre 1970 11e journée | Corso 10e · Boninsegna 67e |       |          | Stadio San Siro, Milan 14h30 Arbitre : Toselli |

| dimanche 3 janvier 1971 12e journée | Juventus                                 | 3 - 1 | Lazio     | Stadio Comunale, Turin 14h30 Arbitre : Vacchini |
| dimanche 3 janvier 1971 12e journée | Haller 6e · Cuccureddu 27e · Capello 88e |       | 53e Massa | Stadio Comunale, Turin 14h30 Arbitre : Vacchini |

| dimanche 10 janvier 1971 13e journée | Sampdoria               | 2 - 0 | Juventus | Stade Luigi-Ferraris, Gênes 14h30 Arbitre : Angonese |
| dimanche 10 janvier 1971 13e journée | Salvi 12e · Cristin 44e |       |          | Stade Luigi-Ferraris, Gênes 14h30 Arbitre : Angonese |

| dimanche 17 janvier 1971 14e journée | Juventus                 | 2 - 1 | Foggia           | Stadio Comunale, Turin 14h30 Arbitre : Pieroni |
| dimanche 17 janvier 1971 14e journée | Bettega 37e · Haller 44e |       | 62e (csc) Furino | Stadio Comunale, Turin 14h30 Arbitre : Pieroni |

| dimanche 24 janvier 1971 15e journée | Fiorentina   | 1 - 2 | Juventus                        | Stadio Comunale, Florence 14h30 Arbitre : Toselli |
| dimanche 24 janvier 1971 15e journée | Ferrante 22e |       | 36e Bettega · 49e (pen.) Causio | Stadio Comunale, Florence 14h30 Arbitre : Toselli |

- Phase retour

| dimanche 31 janvier 1971 16e journée | Juventus                                      | 5 - 0 | Catane | Stadio Comunale, Turin 14h30 Arbitre : Michelotti |
| dimanche 31 janvier 1971 16e journée | Haller 1re · Bettega 45e 46e 90e · Causio 78e |       |        | Stadio Comunale, Turin 14h30 Arbitre : Michelotti |

| dimanche 7 février 1971 17e journée | Bologne    | 1 - 0 | Juventus | Stadio Comunale, Bologne 15h00 Arbitre : Mascali |
| dimanche 7 février 1971 17e journée | Perani 61e |       |          | Stadio Comunale, Bologne 15h00 Arbitre : Mascali |

| dimanche 14 février 1971 18e journée | Juventus                 | 2 - 1 | Hellas Vérone     | Stadio Comunale, Turin 15h00 Arbitre : Bernardis |
| dimanche 14 février 1971 18e journée | Bettega 3e · Capello 81e |       | 8e (csc) Tancredi | Stadio Comunale, Turin 15h00 Arbitre : Bernardis |

| dimanche 28 février 1971 19e journée | Milan    | 1 - 1 | Juventus              | Stadio San Siro, Milan 15h00 Arbitre : Francescon |
| dimanche 28 février 1971 19e journée | Prati 3e |       | 36e (csc) Anquilletti | Stadio San Siro, Milan 15h00 Arbitre : Francescon |

| dimanche 7 mars 1971 20e journée | Juventus                                            | 4 - 1 | Naples      | Stadio Comunale, Turin 15h00 Arbitre : Monti |
| dimanche 7 mars 1971 20e journée | Causio 3e · Anastasi 22e · Bettega 33e · Furino 68e |       | 58e Zurlini | Stadio Comunale, Turin 15h00 Arbitre : Monti |

| dimanche 14 mars 1971 21e journée | Cagliari   | 1 - 1 | Juventus    | Stadio Sant'Elia, Cagliari 15h00 Arbitre : Picasso |
| dimanche 14 mars 1971 21e journée | Greatti 9e |       | 48e Capello | Stadio Sant'Elia, Cagliari 15h00 Arbitre : Picasso |

| dimanche 21 mars 1971 22e journée | Juventus                     | 3 - 3 | Torino                                       | Stadio Comunale, Turin 15h00 36 259 spectateurs Arbitre : Gussoni |
| dimanche 21 mars 1971 22e journée | Capello 8e · Bettega 59e 77e |       | 15e (pen.) 79e (pen.) Cereser · 62e Rampanti | Stadio Comunale, Turin 15h00 36 259 spectateurs Arbitre : Gussoni |

| dimanche 28 mars 1971 23e journée | Roma | 0 - 0 | Juventus | Stadio Olimpico, Rome 15h30 Arbitre : Lo Bello |
| dimanche 28 mars 1971 23e journée |      |       |          | Stadio Olimpico, Rome 15h30 Arbitre : Lo Bello |

| dimanche 4 avril 1971 24e journée | Juventus                        | 2 - 2 | Varese                    | Stadio Comunale, Turin 15h30 Arbitre : Barbaresco |
| dimanche 4 avril 1971 24e journée | Causio 44e (pen.) · Bettega 51e |       | 63e Rimbano · 87e Carelli | Stadio Comunale, Turin 15h30 Arbitre : Barbaresco |

| dimanche 11 avril 1971 25e journée | Lanerossi Vicence | 1 - 1 | Juventus      | Stadio Romeo Menti, Vicence 15h30 Arbitre : Acernese |
| dimanche 11 avril 1971 25e journée | Chinesinho 62e    |       | 10e Marchetti | Stadio Romeo Menti, Vicence 15h30 Arbitre : Acernese |

| dimanche 18 avril 1971 26e journée | Juventus      | 1 - 1 | Inter     | Stadio Comunale, Turin 15h30 Arbitre : Lo Bello |
| dimanche 18 avril 1971 26e journée | Marchetti 31e |       | 79e Bedin | Stadio Comunale, Turin 15h30 Arbitre : Lo Bello |

| dimanche 25 avril 1971 27e journée | Lazio                              | 2 - 2 | Juventus                   | Stadio Olimpico, Rome 15h30 Arbitre : Monti |
| dimanche 25 avril 1971 27e journée | Mazzola 45e · Chinaglia 84e (pen.) |       | 45e Novellini · 68e Causio | Stadio Olimpico, Rome 15h30 Arbitre : Monti |

| dimanche 2 mai 1971 28e journée | Juventus                      | 3 - 1 | Sampdoria    | Stadio Comunale, Turin 16h00 Arbitre : Vacchini |
| dimanche 2 mai 1971 28e journée | Anastasi 9e 41e · Bettega 51e |       | 62e Sabadini | Stadio Comunale, Turin 16h00 Arbitre : Vacchini |

| dimanche 16 mai 1971 29e journée | Foggia | 0 - 0 | Juventus | Stadio Pino Zaccheria, Foggia 16h00 Arbitre : Francescon |
| dimanche 16 mai 1971 29e journée |        |       |          | Stadio Pino Zaccheria, Foggia 16h00 Arbitre : Francescon |

| dimanche 23 mai 1971 30e journée | Juventus    | 1 - 1 | Fiorentina | Stadio Comunale, Turin 17h00 Arbitre : Pieroni |
| dimanche 23 mai 1971 30e journée | Bettega 79e |       | 58e Vitali | Stadio Comunale, Turin 17h00 Arbitre : Pieroni |

#### Classement
|  |    | Classement final 1970-1971 | Pts | MJ | V  | N  | D | BP | BC | Dif |
|  | -- | -------------------------- | --- | -- | -- | -- | - | -- | -- | --- |
|  | 1. | Inter                      | 46  | 30 | 19 | 8  | 3 | 50 | 26 | +24 |
|  | 2. | Milan                      | 42  | 30 | 15 | 12 | 3 | 54 | 26 | +28 |
|  | 3. | Naples                     | 39  | 30 | 15 | 9  | 6 | 33 | 19 | +14 |
|  | 4. | Juventus                   | 35  | 30 | 11 | 13 | 6 | 41 | 30 | +11 |

### Résultats en coupe
- Phases de poule

| dimanche 30 août 1970 1re journée | Hellas Vérone | 1 - 1 | Juventus           | Stadio Marcantonio Bentegodi, Vérone 17h30 Arbitre : Motta |
| dimanche 30 août 1970 1re journée | Mascetti 8e   |       | 72e (csc) Moschino | Stadio Marcantonio Bentegodi, Vérone 17h30 Arbitre : Motta |

| dimanche 6 septembre 1970 2e journée | Novare          | 2 - 2 | Juventus                         | Stadio Comunale di Via Alcarotti, Novare 17h30 Arbitre : Beretta |
| dimanche 6 septembre 1970 2e journée | Gabetto 60e 73e |       | 5e (pen.) Anastasi · 41e Bettega | Stadio Comunale di Via Alcarotti, Novare 17h30 Arbitre : Beretta |

| dimanche 13 septembre 1970 3e journée | Juventus                                             | 3 - 1 | Arezzo       | Stadio Comunale, Turin 17h00 Arbitre : Lazzaroni |
| dimanche 13 septembre 1970 3e journée | Bettega 54e · Anastasi 76e (pen.) · Tonani 89e (csc) |       | 1re Cominato | Stadio Comunale, Turin 17h00 Arbitre : Lazzaroni |

|  |    | Classement groupe 5 | Pts | MJ | V | N | D | BP | BC | Dif |
|  | -- | ------------------- | --- | -- | - | - | - | -- | -- | --- |
|  | 1. | Novare              | 5   | 3  | 2 | 1 | 0 | 4  | 2  | +2  |
|  | 2. | Juventus            | 4   | 3  | 1 | 2 | 0 | 6  | 4  | +2  |
|  | 3. | Arezzo              | 2   | 3  | 1 | 0 | 2 | 2  | 4  | -2  |

### Résultats en coupe des villes de foires
- 32e-de-finale

| mercredi 16 septembre 1970 Match aller | Juventus                                                        | 7 - 0 | Rumelange | Stadio Comunale, Turin 20h30 Arbitre : Gappel |
| mercredi 16 septembre 1970 Match aller | Pablowsky 9e (csc) · Bettega 15e 73e · Anastasi 19e 26e 42e 70e |       |           | Stadio Comunale, Turin 20h30 Arbitre : Gappel |

| mercredi 30 septembre 1970 Match retour | Rumelange | 0 - 4                               | Juventus | Stade municipal de Rumelange, Rumelange Arbitre : Wurtz |
| mercredi 30 septembre 1970 Match retour |           | 29e 44e 87e Novellini · 36e Landini |          | Stade municipal de Rumelange, Rumelange Arbitre : Wurtz |

- 16e-de-finale

| mardi 20 octobre 1970 Match aller | FC Barcelone | 1 - 2 | Juventus                 | Camp Nou, Barcelone 20h45 65 000 spectateurs Arbitre : Taylor |
| mardi 20 octobre 1970 Match aller | Marcial 77e  |       | 12e Haller · 55e Bettega | Camp Nou, Barcelone 20h45 65 000 spectateurs Arbitre : Taylor |

| mercredi 4 novembre 1970 Match retour | Juventus                 | 2 - 1 | FC Barcelone | Stadio Comunale, Turin 14h30 40 000 spectateurs Arbitre : Männig |
| mercredi 4 novembre 1970 Match retour | Bettega 4e · Capello 22e |       | 40e Pujol    | Stadio Comunale, Turin 14h30 40 000 spectateurs Arbitre : Männig |

- 8e-de-finale

| jeudi 3 décembre 1970 Match aller | Pécsi Dózsa | 0 - 1      | Juventus | PVSK Stadion, Pécs 13h30 Arbitre : Biwersi |
| jeudi 3 décembre 1970 Match aller |             | 31e Causio |          | PVSK Stadion, Pécs 13h30 Arbitre : Biwersi |

| mercredi 16 décembre 1970 Match retour | Juventus         | 2 - 0 | Pécsi Dózsa | Stadio Comunale, Turin Arbitre : Burns |
| mercredi 16 décembre 1970 Match retour | Anastasi 85e 87e |       |             | Stadio Comunale, Turin Arbitre : Burns |

- Quarts-de-finale

| mercredi 27 janvier 1971 Match aller | Juventus                  | 2 - 0 | Twente | Stadio Comunale, Turin 14h45 Arbitre : Ortiz de Mendíbil |
| mercredi 27 janvier 1971 Match aller | Haller 8e · Novellini 80e |       |        | Stadio Comunale, Turin 14h45 Arbitre : Ortiz de Mendíbil |

| mercredi 17 février 1971 Match retour | Twente                    | 2 - 2 (a.p.) | Juventus         | Diekman Stadion, Enschede 20h00 Arbitre : Linemayr |
| mercredi 17 février 1971 Match retour | Pahlplatz 11e · Drost 49e |              | 96e 99e Anastasi | Diekman Stadion, Enschede 20h00 Arbitre : Linemayr |

- Demi-finale

| mercredi 14 avril 1971 Match aller | FC Cologne  | 1 - 1 | Juventus    | Müngersdorfer Stadion, Cologne 20h00 Arbitre : Bucheli |
| mercredi 14 avril 1971 Match aller | Thielen 88e |       | 36e Bettega | Müngersdorfer Stadion, Cologne 20h00 Arbitre : Bucheli |

| mercredi 28 avril 1971 Match retour | Juventus                  | 2 - 0 | FC Cologne | Stadio Comunale, Turin 21h00 Arbitre : Machin |
| mercredi 28 avril 1971 Match retour | Capello 2e · Anastasi 85e |       |            | Stadio Comunale, Turin 21h00 Arbitre : Machin |

- Finale

| mercredi 26 mai 1971 Match aller | Juventus | 0 - 0 | Leeds United | Stadio Comunale, Turin 21h00 46 342 spectateurs Arbitre : Van Ravens |
| mercredi 26 mai 1971 Match aller |          |       |              | Stadio Comunale, Turin 21h00 46 342 spectateurs Arbitre : Van Ravens |

| vendredi 28 mai 1971 Match aller | Juventus                  | 2 - 2 | Leeds United            | Stadio Comunale, Turin 21h00 58 555 spectateurs Arbitre : Van Ravens |
| vendredi 28 mai 1971 Match aller | Bettega 27e · Capello 55e |       | 48e Madeley · 77e Bates | Stadio Comunale, Turin 21h00 58 555 spectateurs Arbitre : Van Ravens |

| jeudi 3 juin 1971 Match retour | Leeds United | 1 - 1 | Juventus   | Elland Road, Leeds 19h30 42 483 spectateurs Arbitre : Glöckner |
| jeudi 3 juin 1971 Match retour | Bettega 12e  |       | 19e Clarke | Elland Road, Leeds 19h30 42 483 spectateurs Arbitre : Glöckner |

### Matchs amicaux
| mercredi 19 août 1970 | Mantoue          | 2 - 2 | Juventus         |  |
| mercredi 19 août 1970 | Buteurs inconnus |       | Buteurs inconnus |  |

| dimanche 23 août 1970 | Juventus       | 1 - 1 | Torino         | Stadio Comunale, Turin |
| dimanche 23 août 1970 | Buteur inconnu |       | Buteur inconnu | Stadio Comunale, Turin |

| mercredi 26 août 1970 | Atalanta       | 1 - 0 | Juventus |  |
| mercredi 26 août 1970 | Buteur inconnu |       |          |  |

| mercredi 2 septembre 1970 | Roma | 0 - 3            | Juventus |  |
| mercredi 2 septembre 1970 |      | Buteurs inconnus |          |  |

| samedi 19 septembre 1970 | Inter                                     | 4 - 0 | Juventus | Stadio San Siro, Milan 44 344 spectateurs Arbitre : Toselli |
| samedi 19 septembre 1970 | Mazzola 13e 19e · Corso 24e · Achilli 33e |       |          | Stadio San Siro, Milan 44 344 spectateurs Arbitre : Toselli |

| jeudi 24 septembre 1970 | Pro Salerno    | 1 - 7 | Juventus         |  |
| jeudi 24 septembre 1970 | Buteur inconnu |       | Buteurs inconnus |  |

| vendredi 16 octobre 1970 | Albese           | 2 - 11 | Juventus         |  |
| vendredi 16 octobre 1970 | Buteurs inconnus |        | Buteurs inconnus |  |

| mercredi 9 décembre 1970 | Pavie            | 2 - 9 | Juventus         |  |
| mercredi 9 décembre 1970 | Buteurs inconnus |       | Buteurs inconnus |  |

| mercredi 20 janvier 1971 | Sienne | 0 - 7            | Juventus |  |
| mercredi 20 janvier 1971 |        | Buteurs inconnus |          |  |

| jeudi 25 mars 1971 | Grosseto         | 3 - 3 | Juventus         |  |
| jeudi 25 mars 1971 | Buteurs inconnus |       | Buteurs inconnus |  |

| mardi 8 juin 1971 | Pro Patria       | 3 - 4 | Juventus         |  |
| mardi 8 juin 1971 | Buteurs inconnus |       | Buteurs inconnus |  |

| samedi 12 juin 1971 | Sangiovannese    | 3 - 3 | Juventus         |  |
| samedi 12 juin 1971 | Buteurs inconnus |       | Buteurs inconnus |  |

| mardi 15 juin 1971 | Mantoue        | 1 - 2 | Juventus         |  |
| mardi 15 juin 1971 | Buteur inconnu |       | Buteurs inconnus |  |

#### Trofeo Armando Picchi
- Phases de poule

| samedi 19 juin 1971 1re journée | Inter                                   | 3 - 1 | Juventus   | Stadio San Siro, Milan 40 000 spectateurs Arbitre : Michelotti |
| samedi 19 juin 1971 1re journée | Bedin 44e · Mazzola 48e · Facchetti 85e |       | 76e Haller | Stadio San Siro, Milan 40 000 spectateurs Arbitre : Michelotti |

| mercredi 23 juin 1971 2e journée | Roma                      | 2 - 2 | Juventus                  | Stadio Olimpico, Rome 21h00 Arbitre : Panzino |
| mercredi 23 juin 1971 2e journée | La Rosa 7e · Scaratti 45e |       | 5e Anastasi · 41e Bettega | Stadio Olimpico, Rome 21h00 Arbitre : Panzino |

| vendredi 26 juin 1971 3e journée | Juventus        | 1 - 1 | Cagliari | Stadio Comunale, Turin Arbitre : Lattanzi |
| vendredi 26 juin 1971 3e journée | Viola 7e (pen.) |       | Nené 5e  | Stadio Comunale, Turin Arbitre : Lattanzi |

|  |    | Classement final | Pts | MJ | V | N | D | BP | BC | Dif |
|  | -- | ---------------- | --- | -- | - | - | - | -- | -- | --- |
|  | 1. | Inter            | 5   | 3  | 2 | 1 | 0 | 6  | 3  | +3  |
|  | 2. | Roma             | 3   | 3  | 1 | 1 | 1 | 6  | 6  | 0   |
|  | 3. | Cagliari         | 2   | 3  | 0 | 2 | 1 | 4  | 5  | -1  |
|  | 4. | Juventus         | 2   | 3  | 0 | 2 | 1 | 4  | 6  | -2  |

- Match pour la 3e place

| lundi 29 juin 1971 | Juventus                 | 2 - 1 | Cagliari     | Stadio Comunale, Turin 21h15 80 000 spectateurs Arbitre : Toselli |
| lundi 29 juin 1971 | Anastasi 32e · Viola 81e |       | Nastasio 88e | Stadio Comunale, Turin 21h15 80 000 spectateurs Arbitre : Toselli |

## Effectif du club
Effectif des joueurs de la Juventus Football Club lors de la saison 1970-1971.

## Buteurs
Voici ici les buteurs de la Juventus Football Club toutes compétitions confondues.
| 21 buts - Roberto Bettega 18 buts - Pietro Anastasi 8 buts - Fabio Capello 7 buts - Franco Causio - Helmut Haller | 5 buts - Adriano Novellini 2 buts - Gianpietro Marchetti 1 but - Antonello Cuccureddu - Giuseppe Furino - Fausto Landini |